# National Challenge Cup de 1985
A National Challenge Cup de 1985 foi a 72ª temporada da competição futebolística mais antiga dos Estados Unidos. New York AO Krete entra na competição defendendo o título.
O campeão da competição foi o Greek-American Athletic Club, conquistando seu segundo título, e o vice campeão foi o St. Louis Kutis SC.

## Participantes
| Entram na Primeira Fase                                                                     |
| - Bridgeport Italians - Greek-American Athletic Club - Gremio Lusitano - St. Louis Kutis SC |

## Premiação
| National Challenge Cup de 1985        |
| ------------------------------------- |
| GREEK AMERICAN AC Campeão (1º título) |